# Андерс Андерсон
Андерс Андерсон (швед. Anders Andersson; Шелефтео, 2. јануар 1937 − Шелефтео, 15. децембар 1989) био је шведски хокејаш на леду и репрезентативац који је током каријере играо на позицијама централног нападача. Два пута је проглашаван за најбољег шведског играча године (награда „Guldpucken”; 1961. и 1962. године) и један је од тек четири играча који је двоструки добитник тог признања.
Готово читаву играчку каријеру која је трајала од 1955−1969. провео је у редовима екипе Шелефтеа са којом се такмичио у првенству Шведске. Једну сезону је играо и за екипу Ферјестада.
За репрезентацију Шведске одиграо је укупно 132 утакмице на међународној сцени, укључујући и наступе на 4 светска првенства и два олимпијска турнира. Двоструки је светски првак (1957. и 1962) и освајач сребрне медаље на ЗОИ 1964. одржаним у Инзбруку.